# 人類は衰退しました
『人類は衰退しました』（じんるいはすいたいしました）は、田中ロミオによる日本のライトノベルおよびそれを原作としたメディアミックス作品。イラストは山﨑透が担当していたが、戸部淑に交代となる。ガガガ文庫（小学館）より2007年5月から2016年9月まで刊行された。第1巻はガガガ文庫の創刊ラインナップの1冊。略称は「人退」。
このライトノベルがすごい!2007年17位、SFが読みたい!ベストSF2007 国内編15位、第46回星雲賞ノミネート、第1回大学読書人大賞5位。2012年7月時点で累計発行部数は70万部を突破している。
2012年7月から9月までテレビアニメが放送された。

## あらすじ
人類が物質文明の哀れな末路を辿り始めて早数世紀、人類よりも遥かに高度な文明を持つ新たな人類、『妖精さん』が誕生した。「わたし」は祖父の仕事を継ぐために調停官となり、妖精さんと旧人類との間を取り持つ役目を負うこととなる。そんな中、クスノキの里では奇妙な出来事が起こり始める。

## 登場人物
「声」はテレビアニメ版における担当声優。オーディオブック版の担当声優は下部のオーディオブックの節を参照。
主人公（わたし・M）
声 - 中原麻衣
本作の主人公。『人類』の女性。両親からは「マーゴ」と呼ばれていた。新しくクスノキの里の調停官に任命され、直属の上司である祖父の下で働いている。主な仕事は祖父の雑用と、妖精さん達にお菓子を作ってあげてお茶をすることと、妖精さん達の楽しいことに巻き込まれ、酷い目に遭うこと。あまり仕事熱心ではないが押しに弱く、妖精さん達や人々のお願いを簡単に聞き入れてしまうために良くトラブルに巻き込まれる。小説版で170センチメートル強、アニメ版設定では165センチメートル前後と女性としては高めの身長と太眉がコンプレックス。インドア派でお菓子作りが得意で早起きと料理が苦手。物語の進行によって克服していくものの、かなり人見知りで、おっとりとした性格。外見的には“寡黙で清楚なご令嬢”で人当たりがよさそうだが、内面は裏腹に現実主義かつ皮肉屋、内心でキツいツッコミを入れたりする、毒のある人間的な性格。そのため彼女の本質を知る者から「腹黒い」と思われている（Y曰く「歩く詐欺」）。
妖精さんには『かみさま』『にんげんさん』、クスノキの里の若い娘さん方には『先生』、文化局長には『孫ちゃん』（本人は嫌がっている）、Kには『Mさん』と呼ばれている。また学舎時代の初期には『ほうき頭』、のばら会ではお菓子作りが上手なことから『お菓子ちゃん』と呼ばれていた。
早くに両親を亡くし、祖父に引き取られた後学舎に入学。そこでY・巻き毛（後述）などの友人ができる。学舎には9歳の終り頃に中途入学し、10年以上を過ごしたとあることから、物語スタート時点で最低でも19歳である。人参が嫌いで、更にほかの生徒も人参が嫌いであったことから学舎在学中に寮母との全面闘争になったこともある。
現在は月に調査に行ったきり帰ってこなくなったおじいさんの代わりに、調停館事務所局長を務めており、白衣を着ている姿も見られる。
祖父
声 - 石塚運昇、松本梨香（13歳）
主人公の祖父。妻をかなり昔に亡くしており、独身。イニシャルが「S」であること以外、名前に関する情報はない。「わたし」からは「おじいさん」と呼ばれている。クスノキの里の調停事務所所長で国際公務員の「調停官」として働いており、主人公の直属の上司にあたる。学術的な知識が豊富で、もと大学者先生。周囲（里の代表者含む）からは『先生』と呼ばれており、本来の業務とは関係のない学術的な調査で現場指揮をまかされる程である。あまり仕事熱心ではなく、特に問題が無い場合は普段の業務をほったらかして趣味に興じている。多趣味で、銃の収集や狩り・古代の戦車・時計・ミニチュア作りなど富裕層のインテリ男性が好みそうなものが好み。妖精さんや旧人類に関する知識は豊富である。
年齢にしては大柄で、料理や服の繕いなども達者に行う。幼少期は主人公に対しスパルタ式教育をしていたが、学舎卒業後はゆるやかな対応を見せる。事務所の壁に多数の銃を飾り、よく手入れしているほか、里の地下室に剣・槍・弓・鎧・チャリオットなどを保管している。ただしこの地下室にはストームブリンガーなどもあり、どこまで事実かは判然としない。
13歳で女教師との繁殖行為が発覚し、卒業試験後半ば放校に近い形で卒業。調停官になる。ただし「私はこの仕事（調停官）を最初からやっていたわけではない」と言及しているように、実際に調停官に就任したかどうかも不明瞭で、就任したとしてもすぐに離職した模様。その後、学会でそれなりの地位を築いたが、勤めていた研究所の閉鎖後、調停官に（再度？）就任する。
月旅行プロジェクトに参加した際にシャトルの事故で重傷を負ったことで、妖精さんの鎮痛剤で精神活動の場を夢に移し、心だけの妖精さんに近い存在となる。
助手さん
声 - 福山潤
ふわふわ栗毛（アニメ版では金髪碧眼）に儚げな風貌の少年。祖父の助手で、着任時期的には主人公の先輩にあたるが、主人公の補佐のようになっている。全く喋らず、瞳やジェスチャー、またいつも持っているスケッチブックで意思疎通する。派手なアロハシャツがトレードマーク。存在を並列に扱った遠近を意識しない画風のイラストと速読が得意。弱肉強食を取り扱った絵本を妖精さんに見せては、興味を引いたり、鬱にしたりしている。
高原地域の少数民族の最後の1人として保護され、転々としたのち最終的に事務所預かりに。「おちゃかい」での噂話（現在の主人公の願望や、未来の主人公による感想等）を集めて個性を得る。
その正体はこの世界に唯一残った真の「人類」人間。本名は「ジョシュア・コートニー」。
自身を人間と思い込んでいる妖精の視野から外れるため、印象を薄く感じられているが、本来はべらんめえな口調。
妖精さん
声 - 小林由美子、あおきさやか、明坂聡美、ささきのぞみ、金元寿子、小笠原早紀、小山さくら、小桜エツコ、新井里美、中根久美子、辻あゆみ、矢部雅史、山田きのこ、佐藤なる美、坂本千夏、真田アサミ
いまや地球に100億から200億人はいるとされる現人類。背丈は10センチメートルほどで大きな帽子とエルフ耳が特徴のメルヘンチックな容姿をしている。21世紀中盤から多数の目撃例が残されている。
高い知能や技術力を持つが、普段はその能力を発揮しようとはせず、とくに何かをするわけではなく、ただ、ゆらゆらと流されて生きている。別段、一人で何もせずに存在しているだけでも問題は無いらしい。
「楽しいこと」が好きで、「楽しいこと」を見つけると、瞬時に数千人単位で集まって、でたらめな文明を作り上げ、飽きるとあっという間に散ってしまう。
かなりの数が存在しているのだが、旧人類で妖精さんを見たことがある人間は極少数である。それは、妖精さんを認識するには相性があり、多くの旧人類が妖精さん達をうまく認識できないことと、よっぽど気にいった旧人類でもない限り、見られることを極端に嫌う傾向があるためである。そのため、旧人類からは伝説上の妖精と同一視されることも多い。一方で、旧人類に見られることを極端に嫌うわりには、文明の息吹が感じられる場所に好んで住む傾向があり、旧人類が住んでいる場所の近くや廃墟などにいる。逆に開発が行われていない僻地には、ほとんど存在しない。
どうやって繁殖しているのか、それどころか生物かどうかも不明だが、楽しいと手品のように増殖したり集合したりする。言語表現力は貧弱で、独特の舌足らずな喋り方をするが、不意に難しい単語や格言も使う。高度な文明の知識を持ってはいるくせに、自分達が行動したことについては、すぐに忘れてしまう。
食物がなくても生きていけるが、嗜好品としての菓子類は彼らの間では貴重品である。ただし自力で製作しようとしてもおいしいものはできないらしい。自力でツイストして女性の指に合うリングになるほど肉体が変化しても生きている。また電磁波を長時間浴びていると（電磁場内に長いこといると）徐々にテンションが下がっていき、旧人類で言う鬱になってしまうという種族的な弱点がある。
失禁癖がありほぼ真水を排泄。驚いたり、身の危険を感じたりするとボールのように丸まって身を守る性質がある。
その正体は自分たちを人間と思い込んだ妖精が、成長に伴い無意識に体から排した魔法の力が周囲の演算的挙動と結びつき形を成したもの。
機械から派生した知性体にはその存在が認識できないようで、P子やプチモニは揃って「見えない」、「分からない」と述べている。
きゃっぷさん、なかたさん、さー・くりすとふぁー・まくふぁーれん、ちくわさん（さー・ちくわ）
第1話「妖精さんたちの、ちきゅう」で主人公が命名した4人の妖精さん。小説版では「さー・ちくわ」と名乗るのは却下されて「ちくわさん」と名づけられているが、アニメ版ではそのまま「さー・ちくわ」となっている。のち、この4人の子孫？を色々な集団内で見かけるほどに繁栄している。
なかたさんは「ちきゅう」後半で再登場するほか、「ひみつのこうじょう」でその子孫もしくは本人が登場。また本文中直接の記述はないが、報告書では「あけぼの」でも再接触したと記載がある。また、きゃっぷさんとちくわさんは「あけぼの」で、さー・くりすとふぁー・まくふぁーれんは、「じゃくにくきょうしょく」にて再登場する。

Y（ワイ）
声 - 沢城みゆき
主人公の学舎時代からの悪友。出会ったばかりの頃は主人公とは険悪な仲だったが、色々な出来事の末、仲良くなった。
国連所属の研究者で、卒業後すぐヒト・モニュメント計画の調査/編纂のために学舎に赴任。自分自身の卒業アルバム制作を押し付けられたりしつつ、調査一段落後には人類史調査のためにクスノキの里の隣の里に転任（引っ越）してきた。
学舎時代からの筋金入りの腐女子で、学舎の図書館から無断で持ち出したボーイズラブ関係の書籍類を学舎のデッドスペースを無断利用した秘密のスペースに溜め込むほどだったが、それが嵩じて「楠」というボーイズラブ専門の「同類誌」（→同人誌）を出版したり、「同類誌頒布会」（→同人誌即売会）を主催するなど、その道の第一人者としても成功を収めている。しかし、クスノキの里の人口流出を食い止めるために製作したアニメは、3分のアニメを水増しして引き伸ばしたために失敗した。メガネをかけている時とかけていない時がある。
文化局長
声 - 一条和矢
国連の職員でユネスコ文化局長の地位にある、五十代くらいのすらりとした紳士に見える人物。地位と名誉と民衆の支持の虜であり、安易に手に入れられそうであれば、リスクを考えずに飛びつく性質がある。役職の兼務はライフワーク。その他、いろいろ兼務している。「わたし」は普段「局長」と呼んでいる。また、口に出すことはないが『VIP局長』というあだ名をつけている。
主人公を『孫ちゃん』と呼ぶが、主人公は本気で嫌がっている。

P子（ぴおん、ぴおね）
声 - 水樹奈々
主人公が “来て見てシビれる夏の電気祭り” の時に出会った不思議な記録喪失のアメリカ国籍猫耳少女。正義好き。その正体は深宇宙探査機・パイオニア (PIONEER)。記録喪失のため自分の名称を正しく把握できていなかった。記録喪失中は同僚のおやじ（後述するO太郎）を己の真の存在意義に反して探していたが主人公が関わった一連の事件の後、主人公の活躍により再び深宇宙に旅立つことなく地球に留まることとなった。「であります」など、礼儀正しい軍隊口調で物を喋る。深宇宙探査計画中に旧人類によって複数のキャッチアップ機による改修が行われ、その結果人間の姿への変身能力や“仮初の魂”による思考力を獲得する。
最終的にO太郎ともども手回し式の発電用ハンドルを取り付けた状態で、調停官事務所入り口脇の小屋に安置される。一時間その手回し式ハンドルを回すと、発電された電気によって1分間の稼動が可能。ただ燃費の悪さから3〜7巻までの期間に実際にものを頼んだ人間は数えるほどしかいない。
ヒト・モニュメント計画の再始動に伴い電力が供給された後は、O太郎と共に門番として活動している。
O太郎（おやじ、おやげ）
声 - 檜山修之
主人公が遺跡の中で遭遇した謎の少年。こちらも正義好き。P子の同類であり、その正体は深宇宙探査機・ボイジャー (VOYAGER) 2号。P子同様、記録喪失により名称認識不全に陥っていたが、やはり自我意識と呼べるものを持つ。ヒト・モニュメント計画発案時から出ていた電子データの提供を求める信号にかこつけて地球に帰還、O太郎をミッションに戻すためにP子も彼を追って地球に帰還する。自我意識の目覚めの前から本来のミッションを忌避しており、地球帰還後はマイクロ波による電力供給が行われない遺跡の中に引き篭もっていたが一連の事件の後、その願いは叶うこととなる。少年らしい嗜好と口調。
「のばら会」メンバー
巻き毛（まきげ）
声 - 金元寿子
主人公の学舎時代の友人。金髪で頭の後ろに大きな赤いリボンを結んでいる。本名は不明。主人公のことを「お姉さん」と呼んでいる。当初、心を閉ざしていた主人公には相手にされず、冷たくあしらわれていたが、寮では強引に主人公と相部屋になるなど、諦めずに交流を図った。のばら会に主人公を誘ったのも彼女である。
その一方、病的なまでに主人公を偏愛しており、傍目のないところでは、主人公を模した人形に熱湯をかけたり、ナイフでめった刺しにしたりと、ヤンデレ気質である。しかし、主人公の学舎卒業の頃までには性格も落ち着くようになったようだが、その後も主人公に手紙を百通送ったりと安定していないようである。のばら会内での呼び方は「末っ子」、Yからは「ドイツ娘」と呼ばれている。
主人公から産婦人科医を探す手紙が送られたことをきっかけに、仕事を辞めクスノキの里に引っ越した。
花先輩（はなせんぱい）
声 - 野川さくら
主人公の学舎時代の先輩。本名は不明。のばら会に所属している。表面的には温和な人柄だが、実は人から掛けられた迷惑は絶対に忘れないタイプであり、日常の些細な恨み辛みをノートに克明に記録している。
魔女先輩（まじょせんぱい）
声 - 伊藤静
主人公の学舎時代の先輩。本名は不明。のばら会に所属している。黒髪の異国情緒漂う美人だが、実は髪の毛フェチであり、他人の髪の毛を蒐集して溜め込んでいる。
AB先輩（ABせんぱい）
声 - 櫻井浩美（A先輩）、桑谷夏子（B先輩）
主人公の学舎時代の先輩たちで、双子のような二人組。本名は不明。のばら会に所属している。普段はおとなしいが、実は2人とも粗野な性格で、誰も見ていないところでは、だらしない格好でスキットルで酒を回し飲みしつつ、下品な言葉遣いで低俗な会話をしている。

ツギハギさん
声 - 中根久美子
ツギハギだらけのみすぼらしい格好をした少女。“良くなかったこと探し”してしまう癖を持つ。里はずれの救貧院で育てられてきたが、家畜と養い親だった牧師とを相次いで亡くし、それまでほぼ没交渉だったクスノキの里に働きに出てきた経歴を持つ。
K（ケー）
作中では国連の下部組織であるMI6のエージェント。文化局長からの文化保護計画の進捗管理の委託を受けてクスノキの里に派遣されたスタッフの一人。ヒト・モニュメント正式稼動による文化保護計画解散後も、壊滅状態に陥ったクスノキの里の再建のために自主的に残留している。名前に関しては、他の人物が「作中世界ではきちんとした本名が使われているけれど作風としてイニシャルやあだ名しか出てこない」のと異なって、実際に主人公に名乗った名前が「K」である。MI6の決まりということだが本名のイニシャルなのか一種のナンバリングなのか、あるいは本当に名前を「K」しか持たないのかは不明。黒のスーツにサングラスという服装をしているが、文化局長の「人間性を抹消することで人に与える印象をコントロールする」という方針で押し付けられたもので本人は落ち着かないと嫌がっており、普段着はフリルのスカートやフリフリの寝間着を愛用。おっとりとしていて人はいいがかなりの天然。

## 用語
旧人類
人間のこと。人類のカテゴリーは、妖精さんたちに明け渡している。
ロケットで隕石を迎撃できたり、人工衛星からのマイクロウェーブ照射で電力供給ができたり、巨大な地下シェルター都市を建造したりと、高度な文明レベルに達していたが、最近では、中世レベルにまで落ちている。
旧人類全体にやる気が無く、生殖活動や勉学や労働などの努力を怠っているため、人口が減る→文明を維持するのに必要な人員を確保できなくなる→食糧生産が追いつかなくなる→人口が減る、という悪循環に陥っている。
現在では、国連主導で全体主義的な政治体制を構築し、何とか絶滅を回避している。
登場人物は上記のように信じているが、真実は「わたし」を含む「自分たちを人間だと信じている妖精」のことである。厳密な意味の「旧人類」である「人間」は「助手さん」以外に登場しない。
調停官（ちょうていかん）
妖精さんと人との関係を取り持つのが主な仕事とされる、国際公務員。しかし、妖精さんを見つけることが容易ではない、放っておいても関係は良好、下手に関係を持つとそれをトリガーにして大量に増えてトラブルに巻き込まれる、などの理由から、実質的な仕事はほとんどない。妖精さん達がたまに楽しいことをするので、それに付き合って、酷い目にあうのが仕事といえば仕事。
調停官は元々、妖精さん達の生態や文化を調査することが主目的であったため、調停官は妖精さん達の生態を調査する「学者」という扱いになっている。ただし、現在この生態調査の部分は完全に形骸化している。周辺地域で国連の大規模事業がある場合は、助っ人としてかり出されるという仕事もある。
国連調停理事会（こくれんちょうていりじかい）
主人公たち調停官が働く国連の機関。旧人類と妖精さんとの軋轢を避ける目的で設立されたが、ほぼ役割を終えている。
クスノキの里（クスノキのさと）
主人公たちが暮らす里。里の入り口にクスノキの巨木がある。他の最寄の里に徒歩で2日程度の距離。
発電人工衛星からのマイクロ波送信により一時的に電力が供給されたり、受電施設が破壊されてその電力供給がストップされたりしたこともあったが、もともと部分的ながら電力の供給を得られる土地。水や物資の供給も概ね安定的で、特に物語後半において大きく人が流入してくるようになる。
クスノキ総合文化センター（クスノキそうごうぶんかセンター）
クスノキの里にある、崩れかかった大きな建物。三階に調停事務所が所在する。主人公の家からは徒歩15分。過去は多様な用途に利用されていたが現在では空き部屋がほとんどの状態だった。7巻で発生した事件により完全に倒壊中。
学舎（がくしゃ）
100年以上前に出来た統合的教育機関。全寮制。クスノキの里から時速8キロの太陽発電稼動式トレーラーに乗り3日で移動できる距離にある。周囲に存在した町は緑に飲み込まれて廃墟になりかけている状態。
一級生から六級生までに分かれ、年4回ある試験を2回パスすれば進級できるシステム。通常5 - 6歳で入学し、飛び級や留年を繰り返しつつ進学する。1年に1級進級する学生のほうが稀。
主人公の入学時点では88名の生徒が在学し、国内だけで他に教育機関がもう1箇所存在していたが、それから10年強後の卒業時までに、他のすべての教育機関が順次閉鎖され、この学舎が「人類最後の教育機関」として閉校。主人公とYの六級生2人から最年少12歳までを含めた12名のその時点での在学生全員が最後の卒業生となる。
ここの建物は無秩序に増改築を繰り返したためデッドスペースが多くあり、それらの中には迷路のようになっている物もある。
童話災害（どうわさいがい）
妖精さんや、それに類する存在、もしくは妖精の道具によって引き起こされるトラブルで、被害が人間にまで及ぶもの。童話的災害、童話的トラブルとも呼ばれあまり呼称は安定していない。ほとんどは一過性だが、安定して戻らないこともある。人的な被害には及ばないことが基本。ただしメンタル面や、長期的な健康にダメージを与えることはある。
主人公曰く、公衆に被害が拡大する出来事を事件と呼び、それ以下の対処可能なトラブルを事象と呼ぶとのこと。ただし、その線引きは上手く責任回避できるかどうかである。
都市遺跡（としいせき）
クスノキの里の近くに複数ある、数百年前に放棄された都市。高度な科学技術の産物が残っている。中でも「おさとがえり」において主人公たちが調査に訪れた遺跡には、よくある平凡な外縁部の中に、くすんだ銀色のドーム状の都心部が存在する。ドーム内は流体金属によって生成された複雑怪奇な多層構造の都市になっており、その最下層には石作りの城塞と街並みが保存されている。
その他、遺跡の郊外部には発電人工衛星からの高出力マイクロ波を受ける受信施設が存在していた。
大断絶
旧人類の歴史上、何度か発生した情報的な断絶。
地球を襲った隕石群と、それらを核ミサイルで迎撃したことで降り注ぐようになった電磁衝撃破もその1つに含まれる。都市遺跡都心のドーム部は、この電磁衝撃破を防ぐために形成された。
くりーちゃん
「おさとがえり」に登場した、都市遺跡都心部のドーム内に生息(?)する緑黒赤青などのさまざまなカラーリングを持つスライム状の存在。水が主成分で、金属製のナイフを溶解させるなどの能力を持つ。
元々は家電メーカー・ニチリツ製のコードレス完全清音掃除機。巨大猫・オウムガイ形態など、スクリプトによって色々改造して遊ぶことも可能。
ヒト・モニュメント計画
旧人類のあらゆる方面の全情報を集積し、大容量記憶装置内蔵モニュメントに保管するという世界規模の計画。当初は妖精さんへの恒久支援として位置づけられていたが、のち残された旧人類に有用なデータベース、あるいは情報記念碑としての側面が強くなっていく。何十年も凍結されていたが、専門家の老齢化問題や、推進機関である文化保護計画の事務局長を兼任したユネスコ文化局長の後押しによって加速。7巻において正式稼動を迎える。
MI6
Kが所属する国連の下部組織。元々は軍の情報機関だったが国連に併合される。普段従事しているのは情報工作ではなく人口調査や建築、工作教室などである。文化保護計画の業務委託を受けてクスノキの里に赴任した際には全員黒服に拳銃を装備、と見かけはそれっぽいがヒト・モニュメント暴走時の対応はほぼ素人。それでも見た目のそれっぽさから主人公の要請で出動した際には効果を発揮している。
妖精さんのまぬある（マニュアル）
人間が妖精さんについてしたためたものを妖精さん達が自分達の取扱説明書として豆本化したと思われるもの。その地域で最も妖精さんと親しい人間が1日に出会う妖精さんの数によって推測される妖精さんの地域内人口密度（単位はf (fairy)）別に、起こりうる事象などが書かれている。「f」は妖精さんの個体数を表す数値ではなく、例えば1fならば1日で大体1人の妖精さんと出会う環境ということになる。なお、16f以上は “過密状態” を表すFで示す。
密度が高ければ高いほど妖精さんの起こした事件など普通では考えられないようなトラブルに巻き込まれる確率が上昇するが、その反面、不測の事態に対してご都合主義的に助かる確率も上昇する。逆に、密度が低くなるほど現実的になり、0fでは起こるべきことが起こるようになる。
妖精の道具（ようせいのどうぐ）
妖精さんが人間のために作ったとも言われる道具類。履いて歩くと底から水が溜まってくる長靴、線を引くと書いた線が動き出すパステル、コルクを開くと中から雲が出てくる牛乳瓶ほどの大きさの瓶、物に貼り付けるとその物の声が聞こえるワッペンなど、どの道具も、総じて奇妙な効果を持っている。
どんなトラブルが起きても死人が出たことはないが、『予備の雲』が落雷と森林火災を起こしたように、物的被害が発生することはある。手に入れてもその内無くすことがほとんどで、長く残ることはあまりない。
計量スプーン
頭に刺すと、その人間の知能を薄力粉に変換してしまうスプーン。また所持者の知能を数値化する。ちなみに主人公の数値は322、祖父の数値は1272で妖精さんが49。
たいむばなな
皮で滑って転ぶとタイムスリップするバナナ。味をつけたり、祖父の13歳時代までタイムスリップするバグを修正したりなど改良を加えたあと、最新型バナナが事務所のすぐ近くに植えられる。
めがくもーる
目に吹きかけて使用するスプレーで、吹きかけられた人は目が節穴になる。
ばらばらアンテナ
鍋と靴がくっ付いた形をしている。ばらばら波をだしてばらばらにしたい物をばらばらにできる。
せんもうごけ
見た目はモウセンゴケだが実は麻薬で、一人の妖精さんが舐め、その後に逮捕されていた。
ほんやくこんにゃく(ドラえもん)
缶と釘がくっ付いた形をしている。しゃかしゃかと振り、先に付いた釘を刺す事で、刺した物がこんにゃくになる。
ブラックボックス
ブリキの箱に何十人もの妖精さんを閉じ込めたもの、妖精さんがはいることで”分からないもの”となるので、光を反射せず黒色をしているためブラックボックスとよばれる。また、ブラックボックスを組み込んだ物は何でも超高性能化されるので一番便利な道具のひとつである。しかし時間が経つと妖精さんは出て行っていまうので効果は失われる。妖精さんによると中の居心地はとても良いとのこと。
虫けらキャップ
被ると周囲に虫と認識される帽子。
あちこちホール
携帯用ワームホール。目的地で転送物のスキャンデータを再現することで長距離移動を可能にするが、本来の転送物は消去される。
はんやく畑
食べると話し相手の建前が本音に変換されて聞こえるようになるゼリー。
ひんしゅかいりょうしま専科
果物を二つ入れ要望を伝えることで、品種改良された果物が出る装置。

## 舞台
クスノキの里の位置
物語の舞台となる地域は実在する土地をモチーフとしているが、具体的な地名については明かされていない。
作中では10月に積雪30センチほどの初雪が降るなど気候に関する記述はある。片道何日か南へ移動すれば海に出ることが可能な位置であり、内陸部ではない。国の南部にある学舎が比較的近い場所にある。P子に対し「あなたはアメリカ大陸からいらしたと？」と言っているためアメリカ大陸ではない。アフリカでの就職を断って就任しているためアフリカ大陸ではない。南のほうが暖かいとあるため北半球に位置する事から、ドイツ以外のユーラシア大陸西方であるとわかる。
作中にMI6の末裔機関所属の人物が登場することやかつて帝国であった時代があり、ロゼッタストーンやツタンカーメンのマスクなどが所蔵されている帝国博物館が登場しているため、グレートブリテン島南部が舞台である可能性がある。
アニメ版コメンタリーにおいて、「アニメ版での風景はイギリスの湖水地方を参照にした」と説明された。小説版では（クスノキの里は）「童話的な風景を色濃く残した湖水の楽園」と言及されている。
言語
初歩的教育としてアルファベットの書き取りを行っている。また、近くの都市遺跡では「数字とアルファベットと漢字を組み合わせたハイブリッドな暗号表めいたボタン」が使用されているとある。アニメ版では書き文字として日本語が使用されていた。
「ひょうりゅうせいかつ」で登場した「モウセンゴケ」を改良した「センモウゴケ」（譫妄：意識混濁に加えて幻覚や錯覚が見られるような状態）のように、妖精さんは頻繁に日本語の掛詞・駄洒落を用いる。
時系列・小説版
一巻に「卒業式は三日前」、報告書には「四月期」とあることから、物語は主人公が学舎を卒業した年の4月から開始。以降2巻では5月、3巻では6月、4巻では7月、5巻では8月（それぞれ巻末報告書に拠る）と、1ヶ月ごとの時系列順に描写される。5巻で「卒業して何ヶ月」とあることから、ここまでは主人公が卒業した年であることは明確にされている。
6巻報告書は「冬季」、7巻報告書は「春季」とのみ記載された。これが物語の始まりと同じ年の冬、および年を越した春のことであるかは明確にされていない。
時系列・テレビアニメ版
小説版4巻にあたる「ひみつのこうじょう」を第1回・第2回として放送。以下3・4回が6巻……と、物語内での時系列順と関係ない順番で放送された。
このため時系列順に視聴したい場合、11・12（のうち回想部）→10→7・8→5・6→1・2→9→11・12（のうち最初と最後）→3・4（数字は放送回数）の順番に並び替える必要がある。
この放送順シャッフルについては、『「インパクトのあるお話を最初に」と言うことで「妖精さんの、ひみつのこうじょう」のお話を第1話に持ってきました。時系列をシャッフルして、より印象に残る順番で見てもらえたらいいなと思います。』などの意図があると説明されている。

## 制作背景
本作の企画自体はガガガ文庫創刊時（2007年5月）よりもかなり前の段階で動いていた。創刊準備中に担当編集者の具志堅勲は、著者の田中ロミオに対して複数作品の執筆をお願いしており、最終的に残ったのが本作であった。具志堅によれば当時のライトノベル業界の状況を考えるとかなり挑戦的なアプローチ方法だったが、第1巻は発刊2日目にして重版が決定したとのこと。

## 評価
編集者・ライターの太田祥暉は一見すると癒し系のようなストーリーで展開されるファンタジー作品だが、その中にブラックユーモアが含まれているという点で言えば『キノの旅』の構造に近いと評している。

## 小説

### 既刊一覧
- 田中ロミオ（著）・山﨑透→戸部淑（イラスト）、小学館〈ガガガ文庫〉、全11巻
  - 『人類は衰退しました 1』、2007年5月29日初版発行、ISBN 978-4-09-451001-0
    - 「新装版」、2011年11月23日初版発行（11月18日発売[69]）、ISBN 978-4-09-451308-0

  - 『人類は衰退しました 2』、2007年12月23日初版発行、ISBN 978-4-09-451044-7
    - 「新装版」、2011年11月23日初版発行（11月18日発売[70]）、ISBN 978-4-09-451309-7

  - 『人類は衰退しました 3』、2008年4月23日初版発行、ISBN 978-4-09-451061-4
    - 「新装版」、2012年1月23日初版発行（1月18日発売[71]）、ISBN 978-4-09-451320-2

  - 『人類は衰退しました 4』、2008年12月23日初版発行、ISBN 978-4-09-451104-8
    - 「新装版」、2012年1月23日初版発行（1月18日発売[72]）、ISBN 978-4-09-451321-9

  - 『人類は衰退しました 5』、2010年1月24日初版発行、ISBN 978-4-09-451183-3
    - 「新装版」、2012年3月21日初版発行（3月16日発売[73]）、ISBN 978-4-09-451329-5

  - 『人類は衰退しました 6』、2011年2月23日初版発行、ISBN 978-4-09-451255-7
    - 「新装版」、2012年3月21日初版発行（3月16日発売[74]）、ISBN 978-4-09-451330-1

  - 『人類は衰退しました 7』、2012年7月23日初版発行（7月18日発売[75]）、ISBN 978-4-09-451353-0
  - 『人類は衰退しました 8』、2013年2月24日初版発行（2月19日発売[76]）、ISBN 978-4-09-451393-6
  - 『人類は衰退しました 9』、2014年6月23日初版発行（6月18日発売[77]）、ISBN 978-4-09-451494-0
  - 『人類は衰退しました 平常運転』、2014年12月23日初版発行（12月18日発売[78]）、ISBN 978-4-09-451525-1
  - 『人類は衰退しました 未確認生物スペシャル』、2016年9月21日初版発行（9月16日発売[79]）、ISBN 978-4-09-451632-6

#### オーディオブック
ガガガ文庫と声優事務所の81プロデュースが組んでオーディオブックを提供していくこととなり、2019年4月12日より行われる初回配信タイトルに第1巻が含まれている。その後もオーディオブック化され、2020年5月20日配信の第14弾として第2巻、2022年11月21日配信の第44弾として第3巻、2022年12月20日配信の第45弾として第4巻、2024年8月20日配信の第66弾として第5巻、2024年12月20日配信の第70弾として第6巻が制作された。
1巻のキャスト（役名不明）
稗田寧々、鈴木勝美、小林大紀、蘭乃和佳子、南波ゆき、越乃奏、柴田芽衣
2巻のキャスト
稗田寧々（朗読・にんげんさん役）、鈴木勝美（祖父役）、岡野友佑（助手さん役ほか）、宮田幸季（ヤメタ役ほか）、 南波ゆき（妖精さん役ほか）、越乃奏（妖精さん役ほか）、柴田芽衣（妖精さん役ほか）
3巻のキャスト
稗田寧々（朗読＋わたし）、鈴木勝美（祖父）、岡野友佑（助手さん＋O太郎ほか）、柴田芽衣（P子＋妖精さん）、越乃奏（妖精さんほか）、南波ゆき（妖精さんほか）、内野孝聡（文化局長ほか）
4巻のキャスト
稗田寧々（朗読＋わたし）、鈴木勝美（祖父）、岡野友佑（助手ほか）、内野孝聡（文化局長ほか）、南波ゆき（妖精さんほか）、柴田芽衣（妖精さんほか）、越乃奏（妖精さんほか）
5巻のキャスト
稗田寧々（朗読＋わたし）、鈴木勝美（祖父）、岡野友佑（助手さん）、南波ゆき（妖精さん他）、柴田芽衣（妖精さん他）、越乃奏（妖精さん他）、内野孝聡（校長ほか）
6巻のキャスト
稗田寧々（朗読＋わたし）・鈴木勝美（祖父）・岡野友佑（助手さん）・柴田芽衣（Yほか）・南波ゆき（妖精さんほか）・越乃奏（妖精さんほか）・内野孝聡（司会者ほか）

### イラスト担当の交代
第1巻から第6巻までイラストを担当していた山﨑が何らかの事情で続投が困難になり、戸部に交代する。既刊本も戸部のイラストで新装版として刊行されることになった。
山﨑の意向により、第6巻までに発表された山﨑が書いたイラストに関しては以後新たに使用しないことが発表された。

### 海外版
台湾（中華民国）で6巻まで中文翻訳版《人類衰退之後》が刊行されている。
韓国で6巻まで韓国語翻訳版が刊行されている。

## 漫画
人類は衰退しました
根雪れいの作画により、『月刊IKKI』（小学館）2010年3月号から隔月連載の予定で連載を開始したものの、第2話が掲載されるはずだった同年5月号で無期限休載の告知がなされた。根雪の体調回復を待っての連載再開を検討されていたが、再開に至らなかった。
人類は衰退しました のんびりした報告
見富拓哉の作画により、『月刊IKKI』2012年1月号から2012年6月号まで連載された。原作の基本設定のみを用いた独自のストーリーとなっている。
人類は衰退しました ようせい、しますか?
吉祥寺笑の作画により、『月刊コミックアライブ』（メディアファクトリー）2012年3月号から2013年3月号まで連載された。

### 書誌情報
- 田中ロミオ（原作）・戸部淑（キャラクター原案）・吉祥寺笑（作画） 『人類は衰退しました ようせい、しますか？』 KADOKAWA〈MFコミックス アライブシリーズ〉、全3巻
  1. 2012年6月23日発売[92]、ISBN 978-4-8401-4484-1
  2. 2012年9月21日発売[93]、ISBN 978-4-8401-4721-7
  3. 2013年2月23日発売[94]、ISBN 978-4-8401-5008-8
- 田中ロミオ（原作）・戸部淑（キャラクター原案）・見富拓哉（作画） 『人類は衰退しました のんびりした報告』 小学館〈IKKI COMIX〉、2012年7月30日発売[95]、ISBN 978-4-09-188595-1

## テレビアニメ
2011年2月よりアニメ化が発表され、2012年7月から9月まで、独立局ほかにて放送された。タイトルロゴの漢字の下に平仮名でルビが打たれている。ガガガ文庫オリジナル作品としては初のテレビアニメ化作品である。
各エピソードの放映順は原作と異なり時系列も前後している。また第9・10話以外は2話完結になっている。なお次回予告は省略されている。

### スタッフ
- 原作 - 田中ロミオ（小学館「ガガガ文庫」刊）[7]
- 原作イラスト - 戸部淑[7]
- 監督 - 岸誠二[7]
- 助監督 - 小坂春女[7]
- シリーズ構成 - 上江洲誠[7]
- キャラクターデザイン・総作画監督 - 坂井久太[7]
- プロップデザイン - 石本剛啓[7]
- アニメーション・ディレクター - 伊藤浩二
- 美術監督 - 宮越歩、三宅昌和[7]
- 美術デザイン - チーム・ティルドーン[7]
- 色彩設計 - 漆戸幸子[7]
- コンポジットディレクター - 國重元宏[7]
- 編集 - 加藤ひとみ[7]
- 音響監督 - 飯田里樹[7]
- 音楽 - 大谷幸[7]
- 音楽制作 - ランティス
- 音楽プロデューサー - 伊藤善之
- プロデューサー - 丸山創、石黒達也、岡村武真、金庭こず恵、櫻井優香
- アニメーション・プロデューサー - 櫻井崇
- 制作スタジオ - AIC ASTA[7]
- 製作 - 「人類は衰退しました」製作委員会
- 著作 - 妖精社

### 主題歌
オープニングテーマ「リアルワールド」
作詞 - きみコ / 作曲 - ササキジュン / 編曲・歌 - nano.RIPE
第12話では未使用。
エンディングテーマ「ユメのなかノわたしのユメ」
作詞 - 畑亜貴 / 作曲・編曲・歌 - 伊藤真澄

### 各話リスト
| 話数       | サブタイトル                         | 脚本       | 絵コンテ     | 演出         | 作画監督                    |
| ---------- | ------------------------------------ | ---------- | ------------ | ------------ | --------------------------- |
| episode.01 | 妖精さんの、ひみつのこうじょう       | 上江洲誠   | 小坂春女     | 小坂春女     | 野崎麗子、寺尾憲治          |
| episode.02 | 妖精さんの、ひみつのこうじょう       | 上江洲誠   | 田口智久     | 田口智久     | 山下英美、斉藤真由          |
| episode.03 | 妖精さんたちの、さぶかる             | 綾奈ゆにこ | 江上潔       | 江上潔       | 山内則康                    |
| episode.04 | 妖精さんたちの、さぶかる             | 綾奈ゆにこ | 森義博       | 森義博       | 小澤円、梶浦紳一郎          |
| episode.05 | 妖精さんの、おさとがえり             | 熊谷純     | 大畑晃一     | 黒瀬大輔     | 亀谷響子、石動仁 神田岳     |
| episode.06 | 妖精さんの、おさとがえり             | 熊谷純     | 小林孝志     | 小林孝志     | 川島尚                      |
| episode.07 | 妖精さんたちの、じかんかつようじゅつ | 熊谷純     | 小坂春女     | 笹原嘉文     | 宇佐美皓一、山田有慶        |
| episode.08 | 妖精さんたちの、じかんかつようじゅつ | 熊谷純     | ひいろゆきな | ひいろゆきな | 山内則康                    |
| episode.09 | 妖精さんの、ひょうりゅうせいかつ     | 綾奈ゆにこ | 田口智久     | 鈴木芳成     | 廣瀬智仁                    |
| episode.10 | 妖精さんたちの、ちきゅう             | 上江洲誠   | 李カンミン   | 小坂春女     | 高橋猿吉、斉藤真由 沼田誠也 |
| episode.11 | 妖精さんの、ひみつのおちゃかい       | 上江洲誠   | 小坂春女     | 森義博       | 小澤円、梶浦紳一郎 山内則康 |
| episode.12 | 妖精さんの、ひみつのおちゃかい       | 上江洲誠   | 小林孝志     | 小林孝志     | 宇佐美皓一、山田有慶        |

### 放送局
| 放送地域 | 放送局         | 放送期間                | 放送日時                     | 放送系列       | 備考             |
| -------- | -------------- | ----------------------- | ---------------------------- | -------------- | ---------------- |
| 埼玉県   | テレビ埼玉     | 2012年7月2日 - 9月17日  | 日曜 0:00 - 0:30             | 独立局         |                  |
| 神奈川県 | テレビ神奈川   | 2012年7月2日 - 9月17日  | 日曜 0:00 - 0:30             | 独立局         |                  |
| 東京都   | TOKYO MX       | 2012年7月3日 - 9月19日  | 火曜 1:30 - 2:00（月曜深夜） | 独立局         |                  |
| 兵庫県   | サンテレビ     | 2012年7月3日 - 9月19日  | 火曜 2:10 - 2:40（月曜深夜） | 独立局         |                  |
| 千葉県   | チバテレビ     | 2012年7月5日 - 9月20日  | 木曜 0:30 - 2:00（水曜深夜） | 独立局         |                  |
| 愛知県   | テレビ愛知     | 2012年7月5日 - 9月20日  | 木曜 2:30 - 3:00（水曜深夜） | テレビ東京系列 |                  |
| 日本全域 | ニコニコ生放送 | 2012年7月5日 - 9月20日  | 木曜 23:30 - 24:00           | ネット配信     |                  |
| 日本全域 | BS11           | 2012年7月6日 - 9月21日  | 金曜 3:00 - 3:30（木曜深夜） | BS放送         | ANIME+枠         |
| 日本全域 | AT-X           | 2012年7月10日 - 9月25日 | 火曜 8:30 - 9:00             | CS放送         | リピート放送あり |

### Blu-ray / DVD
2012年9月19日から発売。映像特典として、OVA「人間さんの、じゃくにくきょうしょく」、劇場版『AURA〜魔竜院光牙最後の闘い〜』PV、『人類は衰退しました』ひみつのすたじおけんがく完全版（第1巻）、ノンクレジットOP・ED（第1巻）を収録。
| 巻 | サブタイトル・収録話                                       | 発売日         | オーディオコメンタリー               | 規格品番   | 規格品番   |
| 巻 | サブタイトル・収録話                                       | 発売日         | オーディオコメンタリー               | Blu-ray    | DVD        |
| -- | ---------------------------------------------------------- | -------------- | ------------------------------------ | ---------- | ---------- |
| 1  | 妖精さんの、ひみつのこうじょう                             | 2012年9月19日  | 岸誠二、上江洲誠                     | PCXX-50075 | PCBX-51467 |
| 2  | 妖精さんたちの、さぶかる                                   | 2012年10月17日 | 岸誠二、上江洲誠、中原麻衣           | PCXX-50076 | PCBX-51468 |
| 3  | 妖精さんの、おさとがえり                                   | 2012年11月21日 | 明坂聡美、金元寿子                   | PCXX-50077 | PCBX-51469 |
| 4  | 妖精さんたちの、じかんかつようじゅつ                       | 2012年12月19日 | 明坂聡美、金元寿子                   | PCXX-50078 | PCBX-51470 |
| 5  | 妖精さんの、ひょうりゅうせいかつ／妖精さんたちの、ちきゅう | 2013年1月16日  | 岸誠二、上江洲誠、丸山創             | PCXX-50079 | PCBX-51471 |
| 6  | 妖精さんの、ひみつのおちゃかい                             | 2013年2月20日  | 岸誠二、上江洲誠、小坂春女、飯田里樹 | PCXX-50080 | PCBX-51472 |

### 映像特典
『人間さんの、じゃくにくきょうしょく』は、Blu-ray&DVD各巻収録のオリジナルアニメ。
キャスト
- 鳥 - 井吹哲也
- ヤメタ - 髙木俊
- ハムスター - 明坂聡美、井吹哲也
- 白イタチ - 中尾隆聖
- 妖精さん - 緒方恵美、村瀬克輝、髙木俊、畠山航輔

| 巻数 | サブタイトル                          | 脚本   | 絵コンテ | 演出     | 作画監督 |
| ---- | ------------------------------------- | ------ | -------- | -------- | -------- |
| 1    | 人間さんの、じゃくにくきょうしょく #1 | 熊谷純 | 小坂春女 | 小坂春女 | 坂井久太 |
| 2    | 人間さんの、じゃくにくきょうしょく #2 | 熊谷純 | 小坂春女 | 小坂春女 | 坂井久太 |
| 3    | 人間さんの、じゃくにくきょうしょく #3 | 熊谷純 | 小坂春女 | 小坂春女 | 坂井久太 |
| 4    | 人間さんの、じゃくにくきょうしょく #4 | 熊谷純 | 小坂春女 | 小坂春女 | 坂井久太 |
| 5    | 人間さんの、じゃくにくきょうしょく #5 | 熊谷純 | 小坂春女 | 小坂春女 | 坂井久太 |
| 6    | 人間さんの、じゃくにくきょうしょく #6 | 熊谷純 | 小坂春女 | 小坂春女 | 坂井久太 |